# 卡斯特里略马塔胡迪奥斯
卡斯特里略马塔胡迪奥斯，是西班牙卡斯蒂利亚-莱昂布尔戈斯省的一个市镇。总面积22平方公里，总人口80人（2001年），人口密度4人/平方公里。